# Akai S1000
L'Akai S1000 è un campionatore digitale stereo a 16-bit, messo in commercio sul mercato dalla Akai nel 1988. Il S1000 è forse il primo campionatore a 16-bit con qualità audio professionale. Le capacità di registrare, rifinire  e campionare suono a 16-bit in qualità da CD, fecero del S1000 uno degli strumenti più popolari del tempo.
L'avvento del S1000 spianò la strada alla nascita di generi come la Drum and Bass ed è tuttora utilizzato per via del suo caratteristico suono "caldo".
Il S1100 è una versione evoluta del S1000, mentre il S1000kb è la versione con tastiera incorporata.